# Loudun

Loudun este o comună în departamentul Vienne, Franța. În 2009 avea o populație de 7,089 de locuitori.